# Duits-Sovjet-Russisch grens- en vriendschapsverdrag

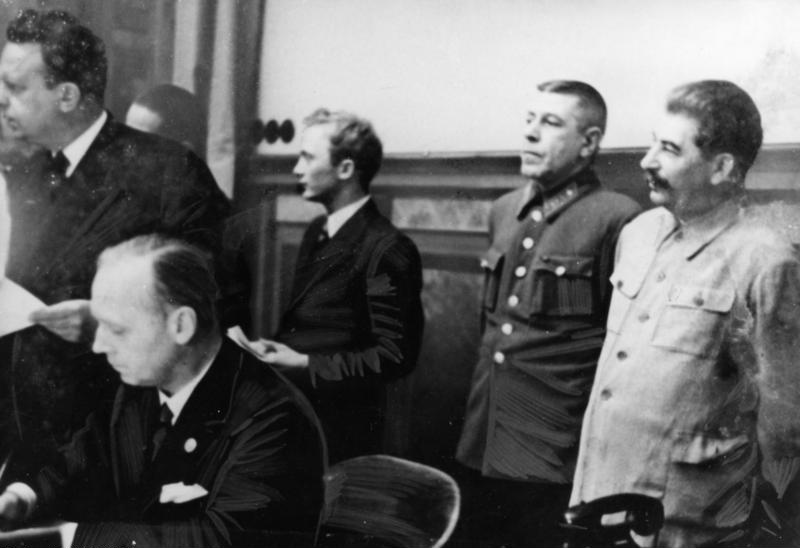
Ondertekening van het verdrag door Joachim von Ribbentrop. Duidelijk zichtbaar is ook Jozef Stalin.

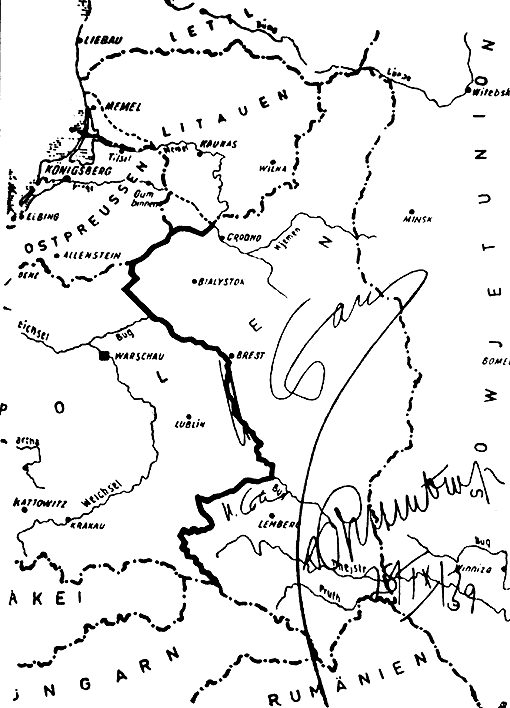
Nieuwe verdeling van de interessesferen. Duidelijk zichtbaar zijn de handtekeningen van Von Ribbentrop en Stalin.

Het Duits-Sovjet-Russisch grens- en vriendschapsverdrag (Duits: Deutsch-Sowjetischer Grenz- und Freundschaftsvertrag, Russisch: Договор о дружбе и границе между СССР и Германией) was een verdrag tussen nazi-Duitsland en de Sovjet-Unie, gedateerd op 28 september 1939, maar eigenlijk ondertekend te Moskou in de vroege uren van 29 september 1939. Joachim von Ribbentrop (Duitsland) en Vjatsjeslav Molotov (Sovjet-Unie) ondertekenden het verdrag, dat eigenlijk een verbreding van het niet-aanvalsverdrag – het Molotov-Ribbentroppact – tussen beide landen was.

## Verdrag
In het verdrag werd opgenomen dat de Sovjet-Unie geen bezwaar zou maken als etnische Duitsers die zich in de Russische invloedssfeer bevinden, wilden emigreren naar Duitsland. Duitsland had soortgelijke verplichtingen ten aanzien van etnische Russen, Oekraïners en Wit-Russen die wilden emigreren. 
Daarnaast werden de zogenaamde interessesferen herzien en uitgebreid. Stalin wilde dat nazi-Duitsland afzag van zijn aanspraken op Litouwen. In ruil daarvoor kreeg Duitsland extra gebied in het oosten van Polen. In een eerste aanvullend geheim protocol werd het geheime protocol van het Molotov-Ribbentroppact gewijzigd en werd bepaald dat Litouwen nu in de interessesfeer van de Sovjet-Unie viel, terwijl het woiwodschap Lublin en delen van het woiwodschap Warschau binnen de Duitse interessesfeer werden gerekend. 
In een tweede geheim protocol werd bepaald dat geen van beide landen zou toestaan dat er vanaf het grondgebied van het ene land 'Poolse agitatie' tegen het grondgebied van het andere land plaats zou vinden. Beide landen moesten in dat geval elkaar hierover informeren en maatregelen nemen om het verzet te onderdrukken. Dit protocol keek al vooruit naar de nog te vormen Poolse verzetsbewegingen. Duitsland en de Sovjet-Unie spraken af elkaar te helpen bij het onderdrukken van deze verzetsactiviteiten.